# ユーホー
ユーホーは広島県備後地方を中心に広島県、岡山県でホームセンターを経営する企業。企業理念は「We are UFO. 暮らしにもっと“笑顔”と“楽しさ”を。」。キャッチコピーは「“宝島”宣言。」。

## 概要
2019年現在で、広島県備後地方を中心に22店舗を展開している。地域密着型ホームセンターとして備後地方での地位を確立している。規模は小さいながらも備後地方・岡山県西部ではリニューアルや増床を積極的に行っている。

## 沿革
- 1979年（昭和54年）12月13日 - 佐藤木材工業株式会社がユーホー福山店（1号店）を広島県福山市に開業。
- 1983年（昭和58年） 12月2日 - 株式会社ユーホー設立。
- 1990年（平成2年）
  - 6月20日 - 現在地に本社新築移転。
  - 10月1日 - 佐藤木材工業と合併。
- 2003年（平成15年）6月 - 松永物流センターオープン。
- 2005年（平成17年）2月 - 尾道物流センター移転拡大オープン。
- 2007年（平成19年）10月29日 - 切花管理センターが尾道物流センター内に移転。
- 2018年（平成30年）
  - 4月25日 - 倉敷大島店グランドオープン。
  - 12月20日 - 上下店(FC)閉店。
- 2019年（令和元年）
  - 8月18日 - 三原店閉店。
  - 11月13日 - 倉敷中島店グランドオープン。

## 店舗
- 広島県
  - 福山市 - 福山南店（本社に併設）・福山店・緑町店・松永店・駅家店・神辺店・伊勢丘店・春日店・瀬戸店
  - 尾道市 - 尾道店・因島店・向島店
  - 三原市 - 三原城町店
  - 府中市 - 高木店
  - 東広島市 - 東広島店
  - 呉市 - 広店
  - 三次市 - 三次店
  - 庄原市 - 庄原店
- 岡山県
  - 井原市 - 井原店
  - 笠岡市 - 笠岡店
  - 倉敷市 - 倉敷大島店・倉敷中島店

## 提供番組
- THE TIME,（ローカルスポンサー枠）